# Verband der Deutschen Buchdrucker

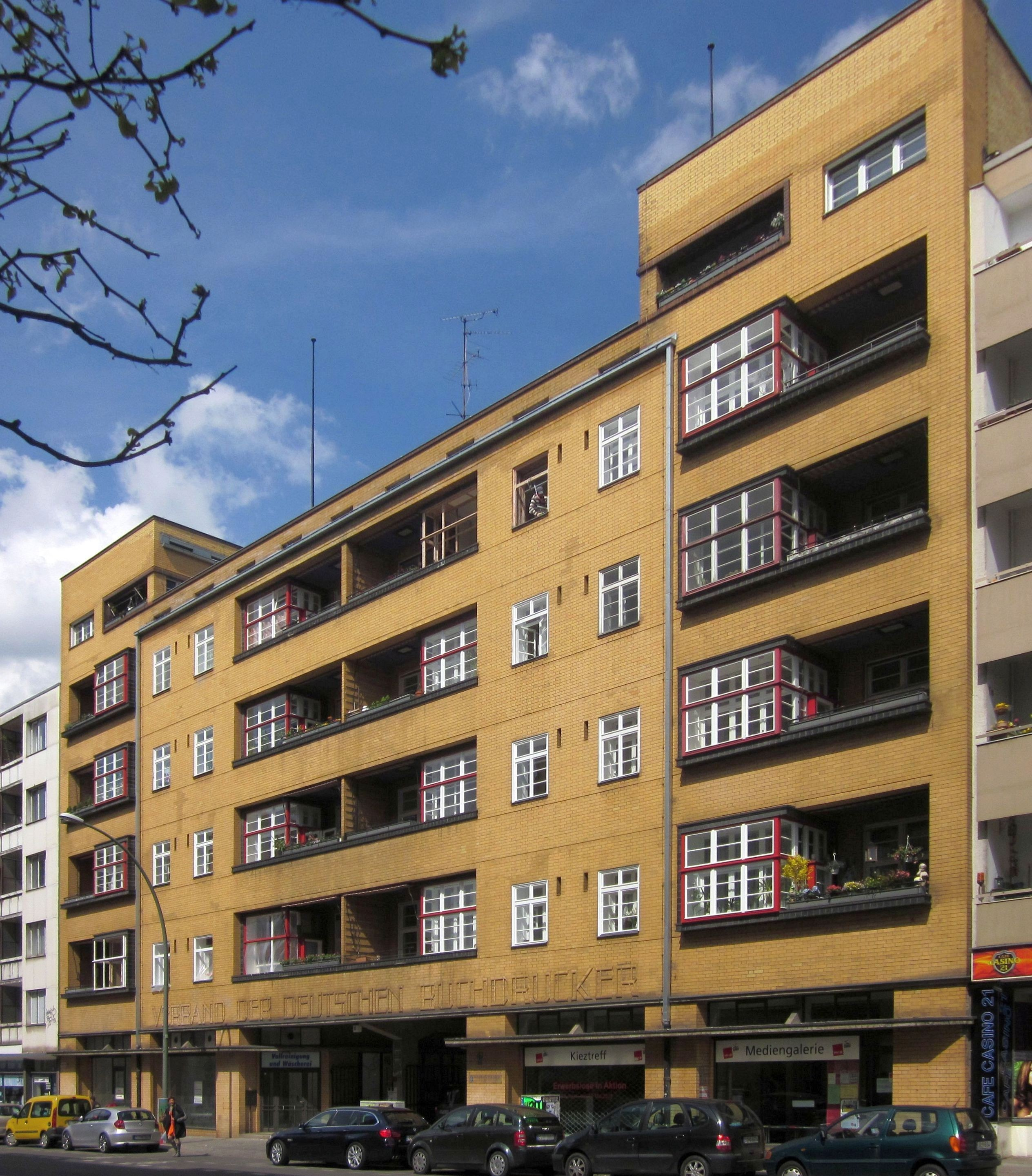
Verbandshaus der Deutschen Buchdrucker, Dudenstr. 10, Berlin-Kreuzberg (Architekt Max Taut, 1924–1926 errichtet)

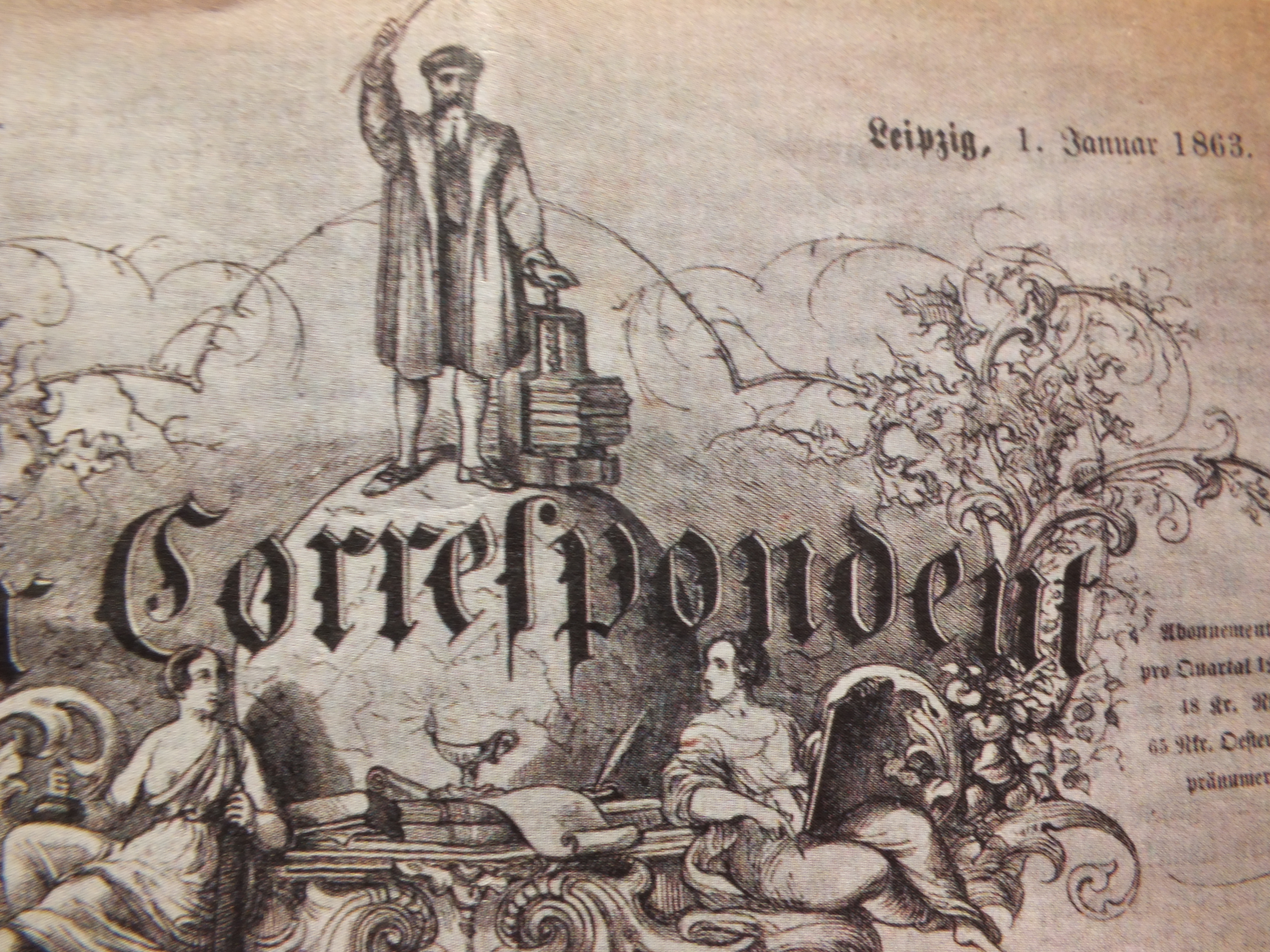
Auszug von der ersten Seite der Ausgabe des Correspondenten vom 1. Januar 1863. Johannes Gutenberg steht auf der Erdkugel, eine leuchtende Fackel in der Hand

Vorstand des Buchdruckerverbands im Jahre 1916

Der Verband der Deutschen Buchdrucker war eine deutsche Gewerkschaft im grafischen Gewerbe von 1866 bis 1933. Er gilt als älteste Vorläuferorganisation der heutigen Vereinten Dienstleistungsgewerkschaft (verdi).

## Geschichte
Der Verband wurde auf dem ersten Deutschen Buchdruckertag vom 20. bis 22. Mai 1866 in Leipzig gegründet. Er war auch eine Reaktion auf den Dreigroschenstreik von 1865. Als erste moderne Gewerkschaft im grafischen Gewerbe bestand der Verband bis zur Zerschlagung der Gewerkschaften im Jahr 1933.
Zweck des Verbandes war die Vertretung der gewerblichen und die Förderung der geistigen und materiellen Interessen seiner Mitglieder unter Ausschluss aller politischen und religiösen Fragen. Um infolge des in Kraft getretenen Sozialistengesetz nicht verboten zu werden, benannte sich der Verband 1879 in Unterstützungsverein Deutscher Buchdrucker um. Der Sitz wurde nach Stuttgart verlegt und die Verbandskasse konnte vor dem staatlichen Zugriff in die Schweiz gerettet werden. Am 1. Januar 1880 gründeten die Buchdrucker die erste zentrale Arbeitslosenversicherung in Deutschland. 1888 verlegt der Verband seinen Sitz nach Berlin. Nach Aufhebung des Sozialistengesetzes wurde 1891 wieder der ursprüngliche Name Verband der Deutschen Buchdrucker angenommen. Organ des Verbandes war Der Correspondent, bereits 1863 gegründet, ab 1906 unter dem Namen Korrespondent für Deutschlands Buchdrucker und Schriftgießer. Der Coorespondent wird die Informations-Drehscheibe für deutschsprachige Buchdrucker. Hier berichten Vereine von ihrer Gründung, schildern Johannisfeiern, veröffentlichen Statistiken über Unterstützungsleistungen. Die Zeitung kann nur im Abonnement erworben werden und muss sich am Markt behaupten. Im Gegensatz zu heute, wo die Gewerkschaftszeitungen im Beitrag enthalten ist.
Im Juni 1920 wurde auf der 10. Generalversammlung des Verbandes ein Antrag angenommen, der den Vorstand beauftragte, ein Verbandshaus in Berlin zu errichten. Von 1924 bis 1926 entstand nach Plänen von Max Taut, Franz Hoffmann und Karl Bernhard  in der Dudenstraße 10 im Berliner Stadtbezirk Kreuzberg ein Gebäude im Stil der Neuen Sachlichkeit.
Der Verband hatte am 31. Dezember 1930 insgesamt 90.389 Mitglieder die in 22 Gauen,  170 Bezirks- und 669 Ortsvereinen organisiert waren.
Die Machtergreifung der Nationalsozialisten im Januar 1933 und die Besetzung der Gewerkschaftshäuser am 2. Mai 1933 bedeuteten das Ende der freien Gewerkschaften in Deutschland. Auch das Vermögen des Buchdruckerverbandes wurde beschlagnahmt. Das Verbandshaus wurde enteignet und nach 1933 von der Deutschen Arbeitsfront – Fachamt Druck und Papier genutzt.
Nach dem Zweiten Weltkrieg wurde mit der IG Druck und Papier eine einheitliche Gewerkschaft für den gesamten Bereich der Druckindustrie und der Papierverarbeitung geschaffen, die 1989 in der IG Medien und diese wiederum 2001 in der Gewerkschaft Ver.di aufging.

## Personen
Vorsitzende des Verbandes der Deutschen Buchdrucker:
- Berthold Feistel (1866–1867)
- Richard Härtel (1867–1879)
- Johannes Didolph (1879–1880)
- Franz Sulz (1880–1888)
- Emil Döblin (1888–1918)
- Joseph Seitz (1918–1928)
- Otto Krautz (1928–1933)